# Renny Quow
Renny Quow (* 25. August 1987 in Port of Spain) ist ein Leichtathlet aus Trinidad und Tobago, der im 400-Meter-Lauf an den Start geht. Mit der 4-mal-400-Meter-Staffel wurde er 2017 Weltmeister und 2015 Vizeweltmeister und 2009 gewann er bei den Weltmeisterschaften in Berlin die Bronzemedaille über 400 Meter.

## Sportliche Laufbahn
Erste internationale Erfahrung sammelte Renny Quow bei den CARIFTA-Games 2003 in Port of Spain, bei denen er die Silbermedaille im 400-Meter-Lauf gewann und mit der Staffel den vierten Platz belegte. 2004 belegte er bei den CARIFTA-Games in Hamilton Platz fünf im Einzelbewerb und gewann mit der Staffel Silber hinter Jamaika. Daraufhin gewann er bei den Zentralamerika- und Karibikjuniorenmeisterschaften in Coatzacoalcos in 47,62 s die Goldmedaille. Er qualifizierte sich damit auch für die Juniorenweltmeisterschaften in Grosseto, bei denen er im Halbfinale über 400 Meter disqualifiziert wurde und mit der Staffel in 3:11,33 min in der ersten Runde ausschied. 2005 gewann er bei den CARIFTA-Games in Bacolet die Goldmedaille im Einzelbewerb sowie Silber mit der 4-mal-400-Meter-Staffel. Daraufhin nahm er an den Panamerikanischen Juniorenmeisterschaften in Windsor teil, wurde dort aber bereits im Vorlauf disqualifiziert. Mit der Staffel gewann er bei den Zentralamerika- und Karibikmeisterschaften in Nassau die Silbermedaille und qualifizierte sich für die Weltmeisterschaften in Helsinki, bei denen sie mit 3:01,91 min in der Vorrunde ausschieden.
2006 gewann er bei den CARIFTA-Games in Les Abymes erneut Gold über 400 Meter und diesmal Bronze mit der Staffel. Bei den Zentralamerika- und Karibikspielen in Cartagena gelangte er in das Halbfinale und gewann mit der Staffel in 3:02,65 min Silber hinter Jamaika. Zuvor sicherte er sich bei den Zentralamerika- und Karibikjuniorenmeisterschaften in Port of Spain den Titel im Einzel und wurde mit der Staffel Zweiter. Daraufhin gewann er bei den Juniorenweltmeisterschaften in Peking in 45,74 s die Goldmedaille und schied mit der Staffel in der Vorrunde aus. In der Saison 2007 nahm er an den Panamerikanischen Spielen in Rio de Janeiro teil und schied dort im Halbfinale mit 45,74 s aus. Mit der Staffel belegte er im Finale in 3:03,60 min den vierten Platz. Bei den Weltmeisterschaften in Osaka schied er im Einzelrennen mit 45,70 s in der ersten Runde aus, wie auch mit der Staffel. 2008 nahm er an den Zentralamerika- und Karibikmeisterschaften in Cali teil und gewann dort in 45,27 s die Goldmedaille vor dem Bahamaier Michael Mathieu sowie Bronze mit der Staffel. Im August feierte er in Peking sein Debüt bei Olympischen Spielen. Dort verbesserte er im Halbfinale seine persönliche Bestleistung um 22 Hundertstel auf 44,82 Sekunden. Im Finale landete er dann mit 45,22 s auf Rang sieben.
Bei den Weltmeisterschaften 2009 in Berlin gewann er in 45,02 s die Bronzemedaille und erzielte damit seinen bislang größten Erfolg. 2010 nahm er an den Hallenweltmeisterschaften in Doha teil, konnte dabei aber seinen Erstrundenlauf nicht beenden. Bei den CAC-Spielen in Mayagüez gelangte er in das Finale, konnte seinen Lauf aber erneut nicht beenden. 2011 gewann er bei den CAC-Meisterschaften ebendort die Goldmedaille im Einzelbewerb sowie Silber mit der trinidadisch-tobagischen Stafette. Daraufhin schied er bei den Weltmeisterschaften in Daegu mit 45,72 s im Halbfinale aus und gelangte auch mit der Staffel nicht in das Finale. 2012 gewann er mit der Staffel die Bronzemedaille bei den Hallenweltmeisterschaften in Istanbul mit neuem Landesrekord von 3:06,85 min. 2013 musste er seinen Vorlauf bei den CAC-Meisterschaften in Morelia vorzeitig beenden, gewann aber mit der Staffel die Goldmedaille vor den Bahamas. Bei den Weltmeisterschaften in Moskau belegte er mit der Staffel im Finale den fünften Platz. Bei den erstmals ausgetragenen IAAF World Relays 2014 erreichte er mit der Staffel den dritten Platz. Bei seiner ersten Teilnahme an den Commonwealth Games in Glasgow gelangte er bis in das Finale, bei denen er seinen Lauf aber nicht beenden konnte. Mit der Staffel gewann er in 3:01,51 min die Bronzemedaille. 
Bei den World Relays 2015 belegte die Staffel Platz sieben und gewann bei den Panamerikanischen Spielen in Toronto in 2:59,60 min die Goldmedaille. Bei den Weltmeisterschaften 2015 gewann er mit der 4-mal-400-Meter-Staffel seines Landes mit neuem Landesrekord von 2:58,20 min im Finale die Silbermedaille hinter den Vereinigten Staaten. Im Einzelbewerb schied er mit 44,98 s im Halbfinale aus. Zwei Jahre später erreichte er mit der Staffel den vierten Platz bei den World Relays und qualifizierte sich erneut für die Weltmeisterschaften in London, bei denen er im Einzelbewerb mit 45,95 s in der Vorrunde ausschied. Mit der Staffel kam er im Vorlauf zum Einsatz und die Staffel gewann später im Finale in 2:58,12 min die Goldmedaille vor den Vereinigten Staaten. 2018 nahm er mit der Staffel an den Hallenweltmeisterschaften in Birmingham teil und kam dabei im Vorlauf zum Einsatz. Später erreichte die Staffel im Finale den vierten Platz. Bei den Commonwealth Games im australischen Gold Coast gelangte er über 400 Meter bis in das Halbfinale und belegte mit der Staffel in 3:02,85 min den vierten Platz. In den folgenden Jahren bestritt er nur vereinzelt Wettkämpfe, ehe er 2023 bei den Zentralamerika- und Karibikspielen in San Salvador in 3:01,99 min die Goldmedaille mit der Staffel gewann. Anschließend schied er bei den Weltmeisterschaften in Budapest mit 3:01,54 min im Vorlauf aus. Im Jahr darauf verpasste er bei den Olympischen Sommerspielen in Paris mit 3:06,73 min den Finaleinzug.
Zwischen 2006 und 2009 sowie 2011, 2014 und 2015 wurde Quow trinidadisch-tobagischer Meister im 400-Meter-Lauf sowie 2012 mit der 4-mal-400-Meter-Staffel.

## Persönliche Bestzeiten
- 200 Meter: 20,39 s (+1,4 m/s), 3. Mai 2014 in Lubbock
  - 200 Meter (Halle): 21,32 s, 21. Januar 2017 in Birmingham
- 400 Meter: 44,53 s, 19. August 2009 in Berlin
  - 400 Meter (Halle): 46,70 s, 4. Februar 2012 in Boston